# Zachowaj spokój (powieść)
Zachowaj spokój (ang. Hold Tight) – thriller Harlana Cobena z 2008 roku. Książka była pozytywnie recenzowana m.in. przez „San Francisco Chronicle” i „Forbes Magazine”.

## Fabuła
Szesnastoletni Adam Baye zamyka się w sobie po samobójstwie swojego najlepszego przyjaciela. Jego zatroskani rodzice, Michael i Tia, instalują w komputerze syna program szpiegowski. Niespodziewanie Adam znika i rodzice desperacko próbują go odnaleźć. Jednocześnie przyjaciółka siostry Adama, jedenastoletnia Yasmine, cierpi z powodu żartów swoich szkolnych rówieśników. Tymczasem były najemnik Nash i jego wspólniczka, jugosłowiańska aktorka Pietra, zabijają przyjaciółki Marianne Gillespie i Rebę Cordovę, ponieważ nie chciały udzielić im pewnych informacji.